# プテリゴトゥス
プテリゴトゥス（Pterygotus、またはプテリゴートゥス）は、古生代シルル紀からデボン紀にかけて生息した大型ウミサソリの1属。発達した鋏角を特徴とするダイオウウミサソリ科の代表的な属であり、当時の生態系における高次捕食者の1つであったと考えられる。
学名「Pterygotus」は「翼のある魚」を意味し、これは本属が発見当初に魚類と誤認された事が理由である。

## 形態

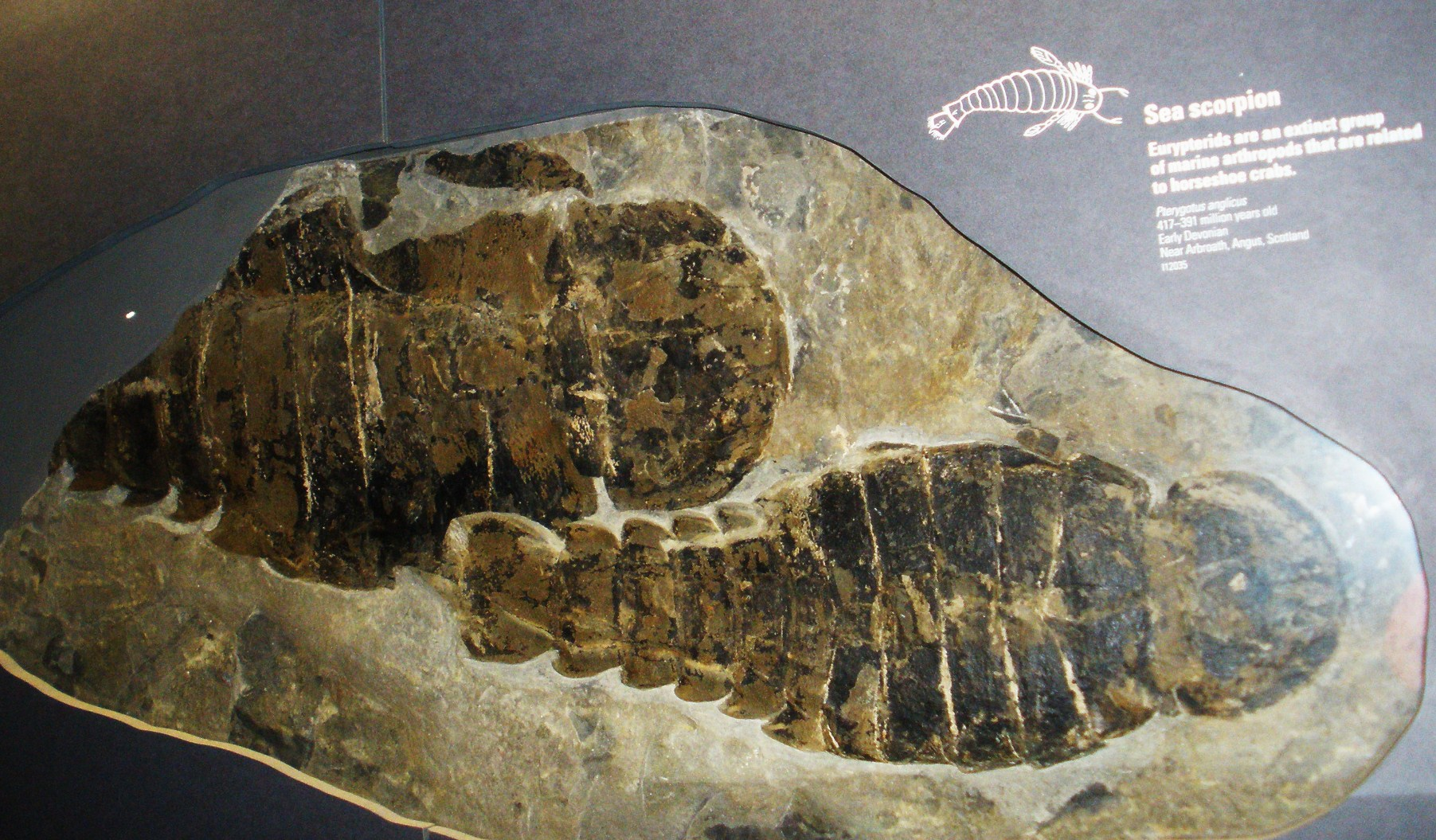
大小2匹のプテリゴトゥスの化石

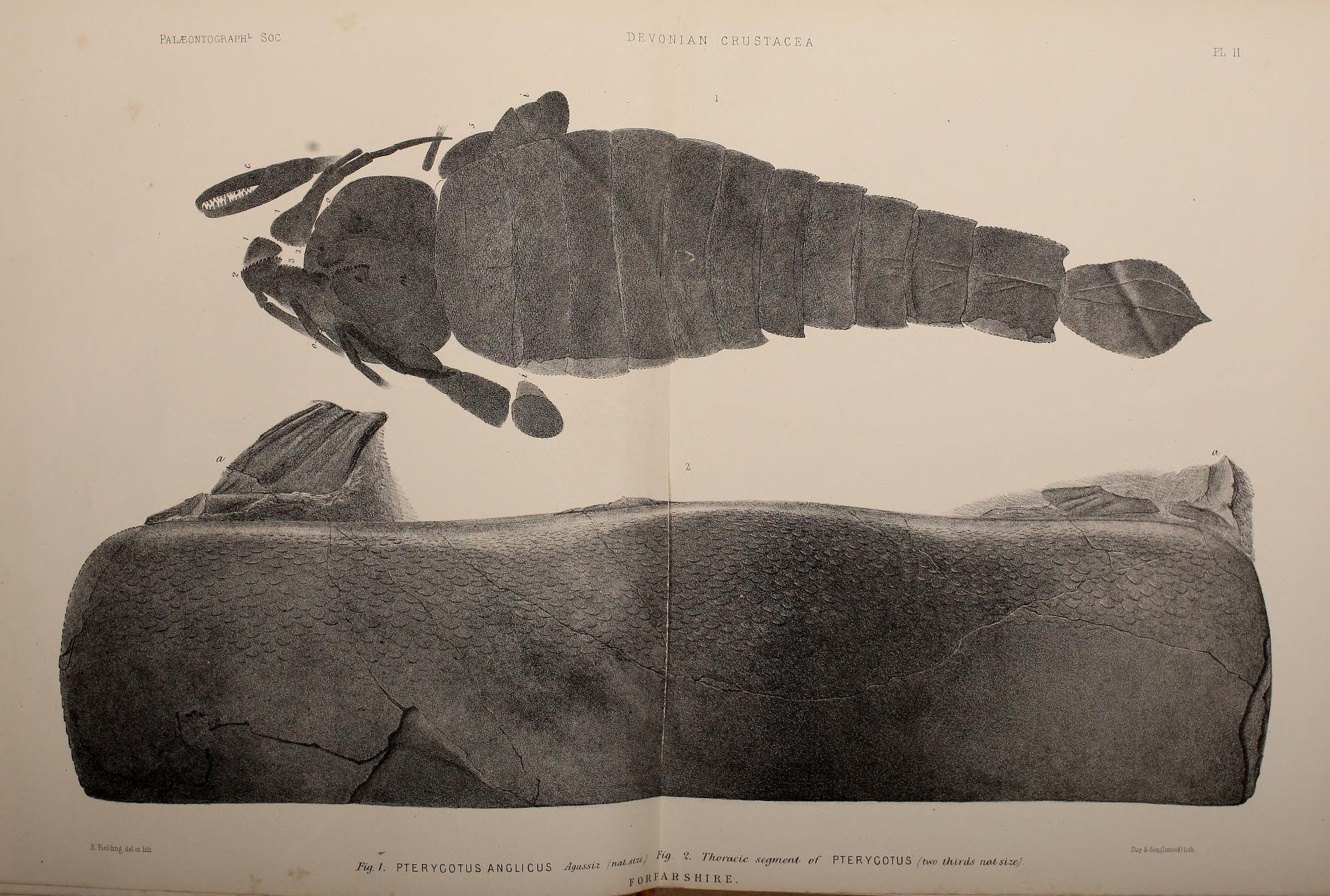
全身（上）と背板（下）の化石
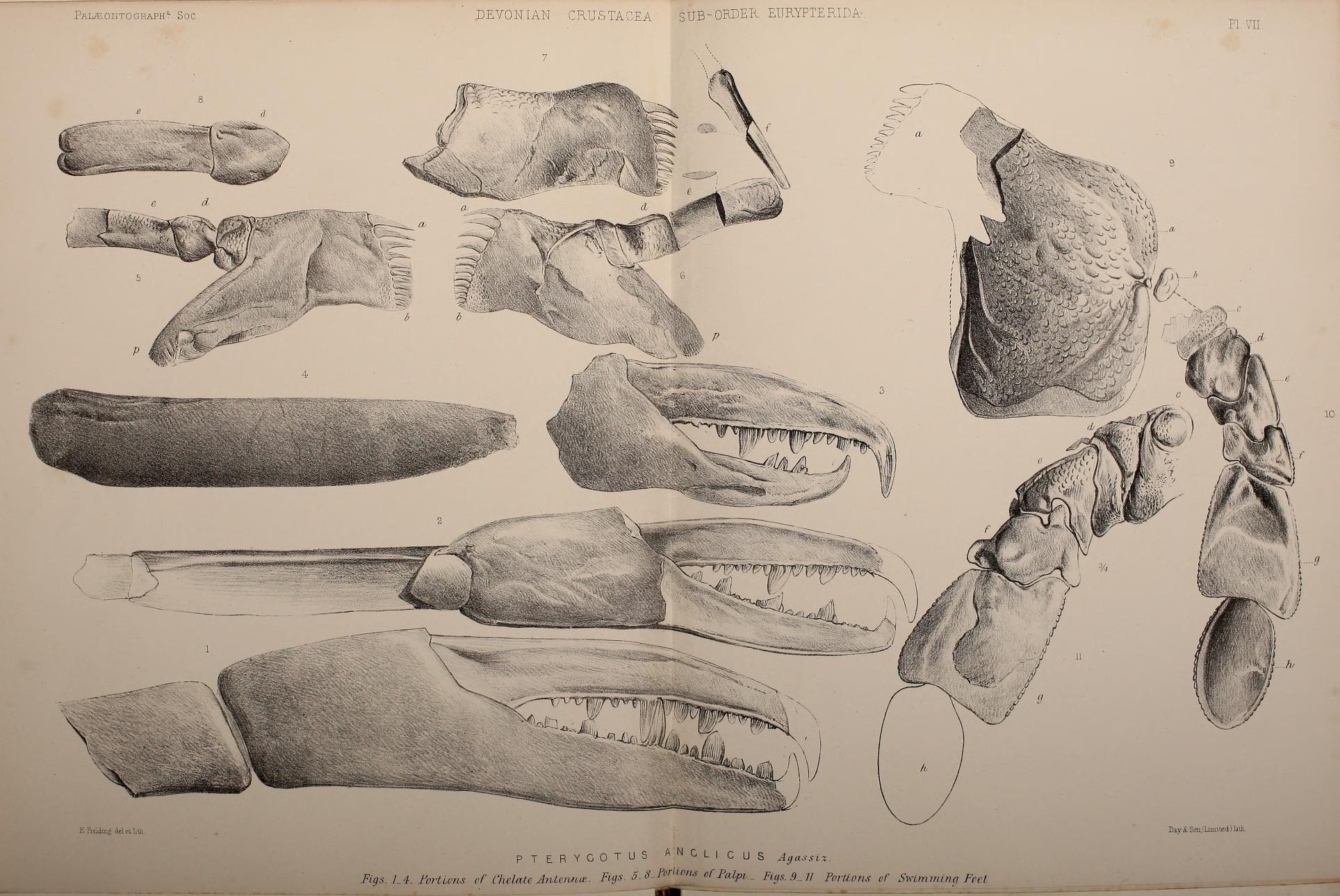
鋏角と脚の断片化石
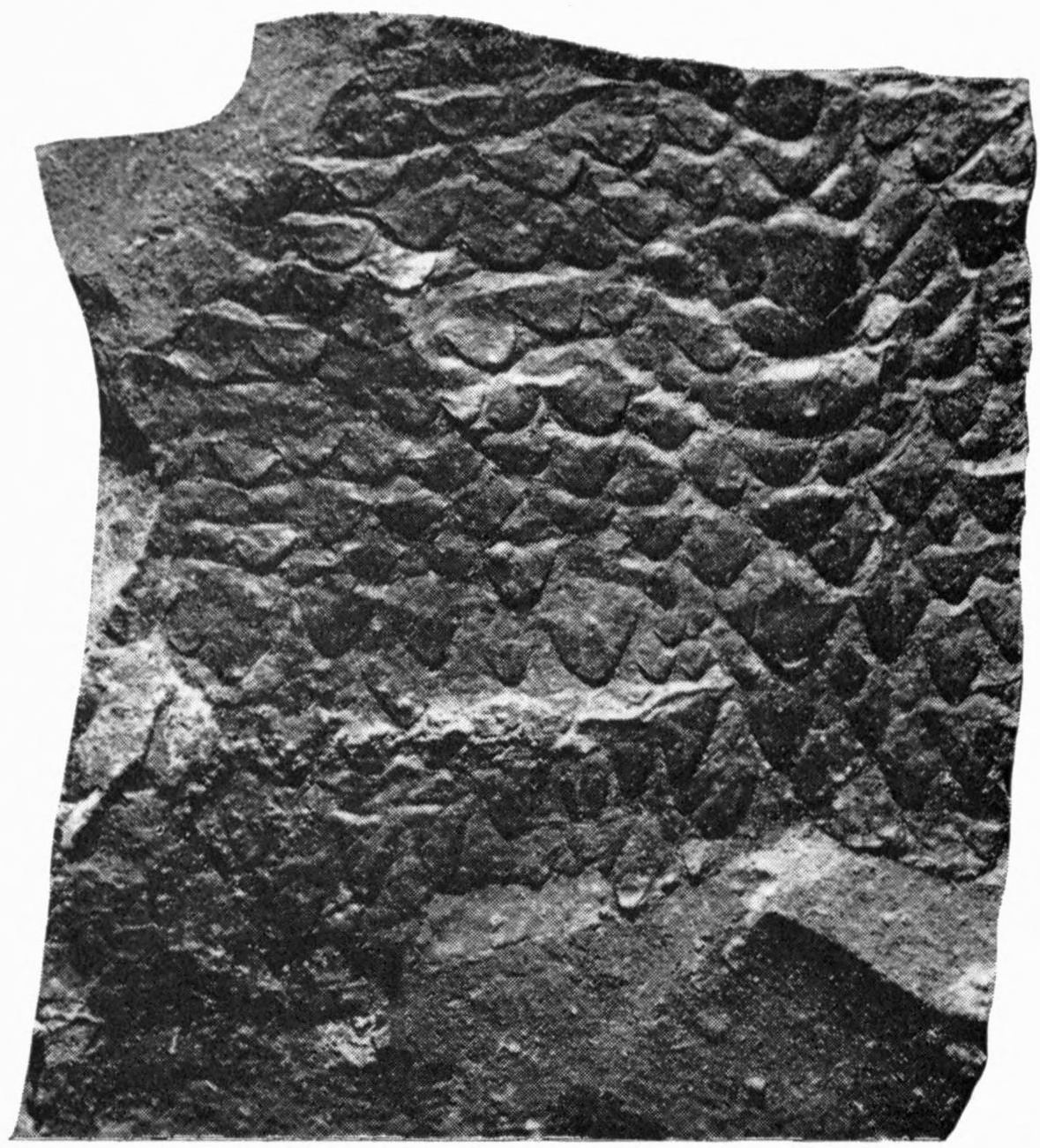
体表の鱗状突起

他のウミサソリと同様、体は前体（prosoma、頭胸部）と後体（opisthosoma、腹部）の2部に分かれる。ダイオウウミサソリ科の共有形質として、偏平で縦長い体の表面は鱗状の突起が生えており、歯のある発達した鋏角、単純な第2-4脚、分節のない生殖肢、およびへら状の尾節を特徴とするウミサソリである。
前体は丸みを帯びた台形の背甲（carapace, prosomal dorsal shield）に覆われ、各1対の単眼（中眼）と大きな複眼（側眼）はその中央と両前端に配置される。それぞれの複眼は、4,000個以上の個眼によって構成される。同科の別属と同じく、6対の前体付属肢（関節肢）の中で最初の1対である鋏角（chelicerae）は腕のよう伸ばし、先端の鋏は頑強で、可動指と不動指の内側には大小の歯が配置される。可動指は先端が滑らかに湾曲し、それぞれの歯は後ろ向きに曲がり、縁に鋸歯を欠く。アクチラムスやジェケロプテルスほどには極端でないが、不動指・可動指とも数本の大きな歯のうち中央の1本が最も発達している。残り5対の付属肢は基節に顎基のある脚であり、そのうち第2-4脚は華奢で突起のない歩脚状で、第5脚は他のほとんどのウミサソリ亜目（Eurypterina）の種類と同様、パドル状の遊泳脚に特化した。遊泳脚の顎基には12本ほどの歯が並んでいる。第1脚（触肢、pedipalp）の詳細は不明だが、おそらくエレトプテルスのように短縮化したと考えられる。

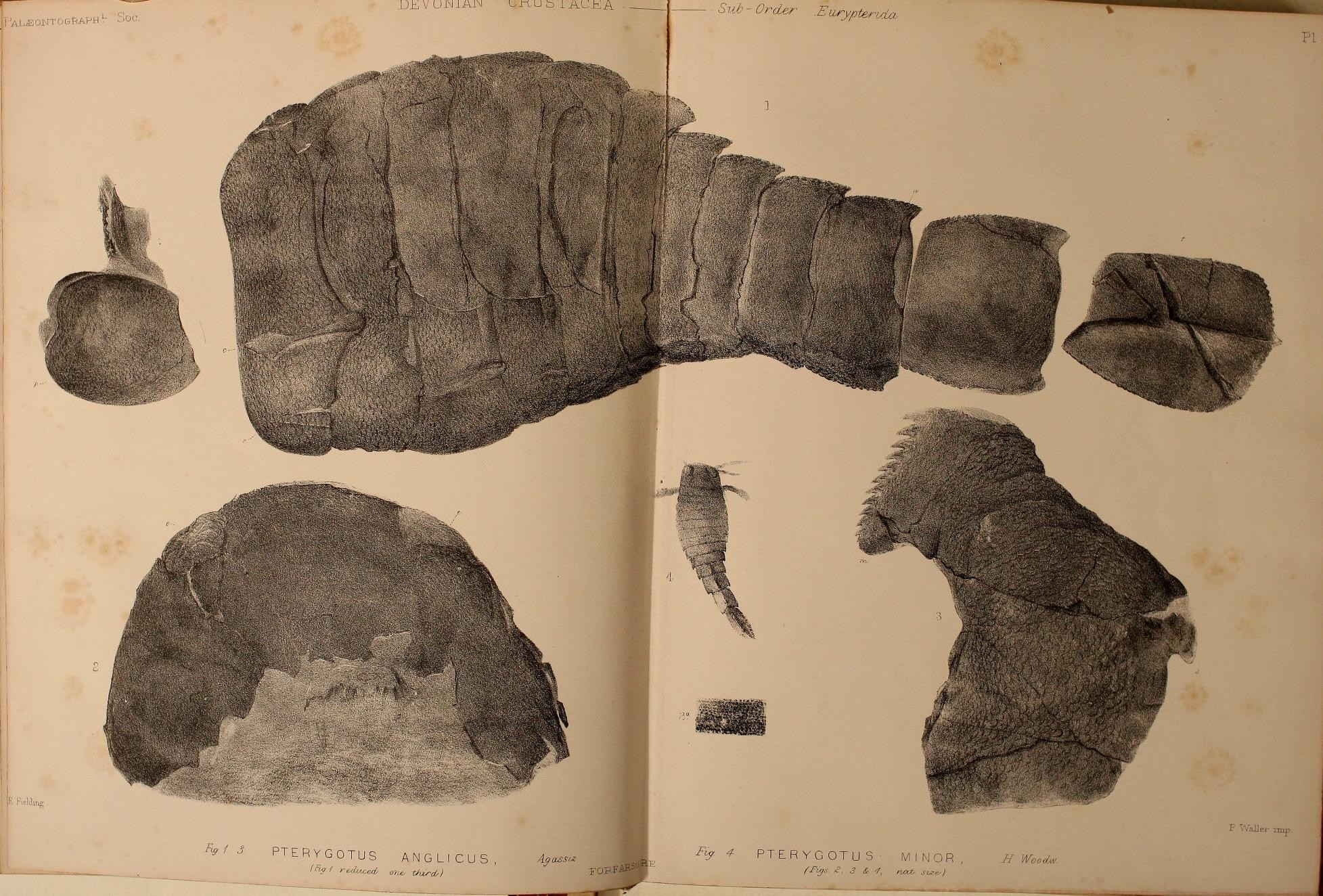
後体の腹面（上）、背甲（左下）と遊泳脚の基節（右下）
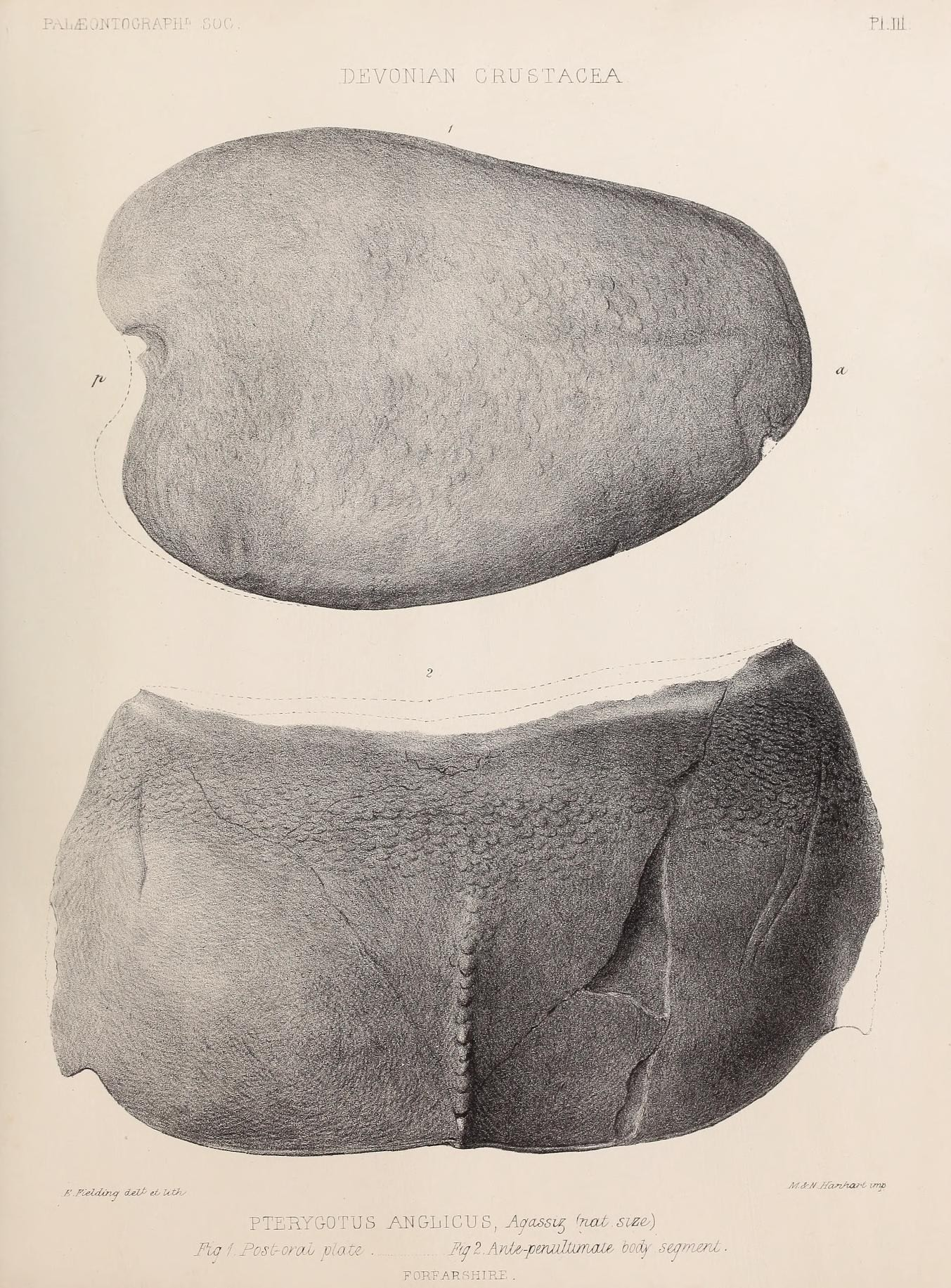
下層板（上）と最終体節（下）
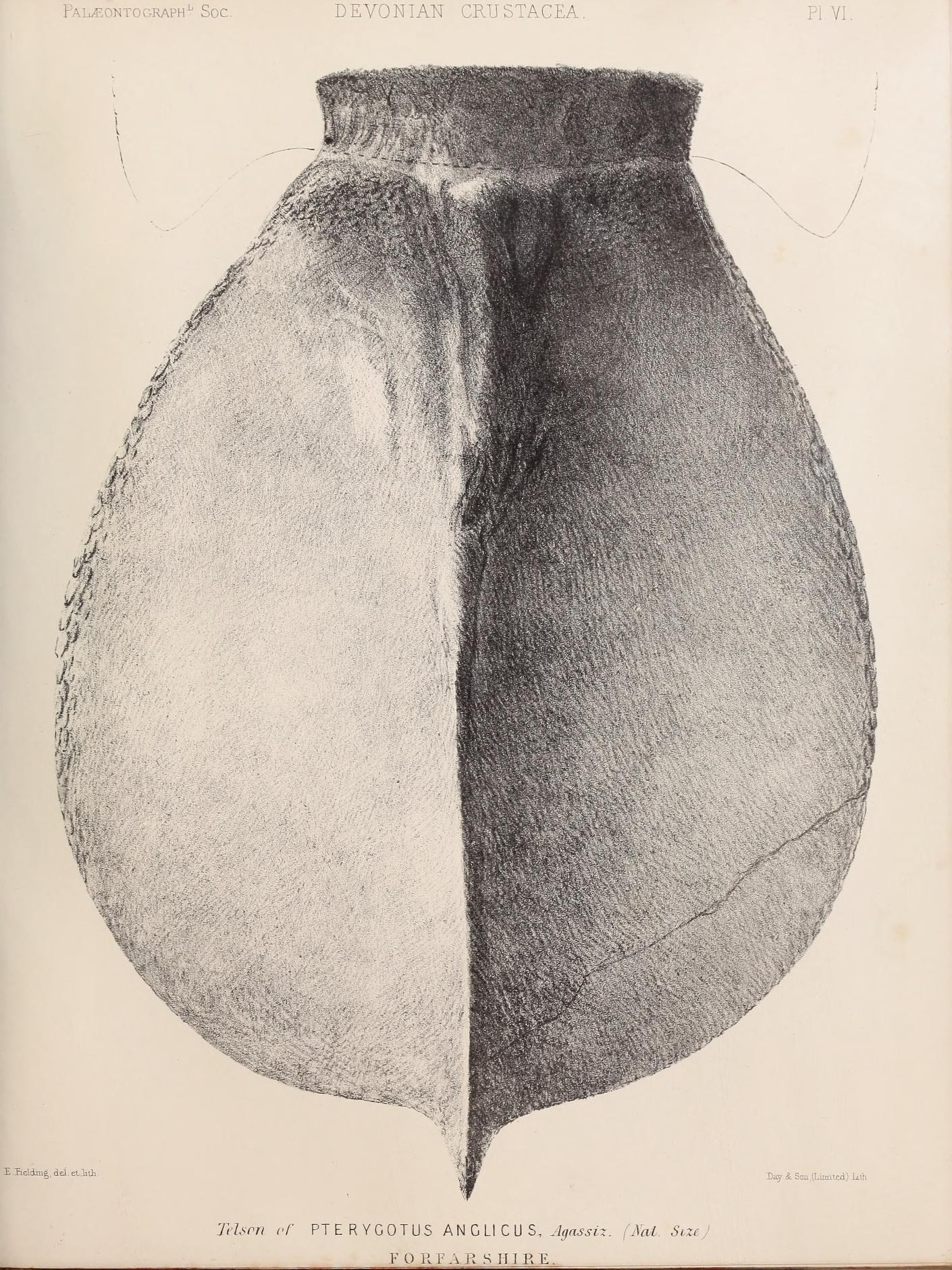
尾節（背面）
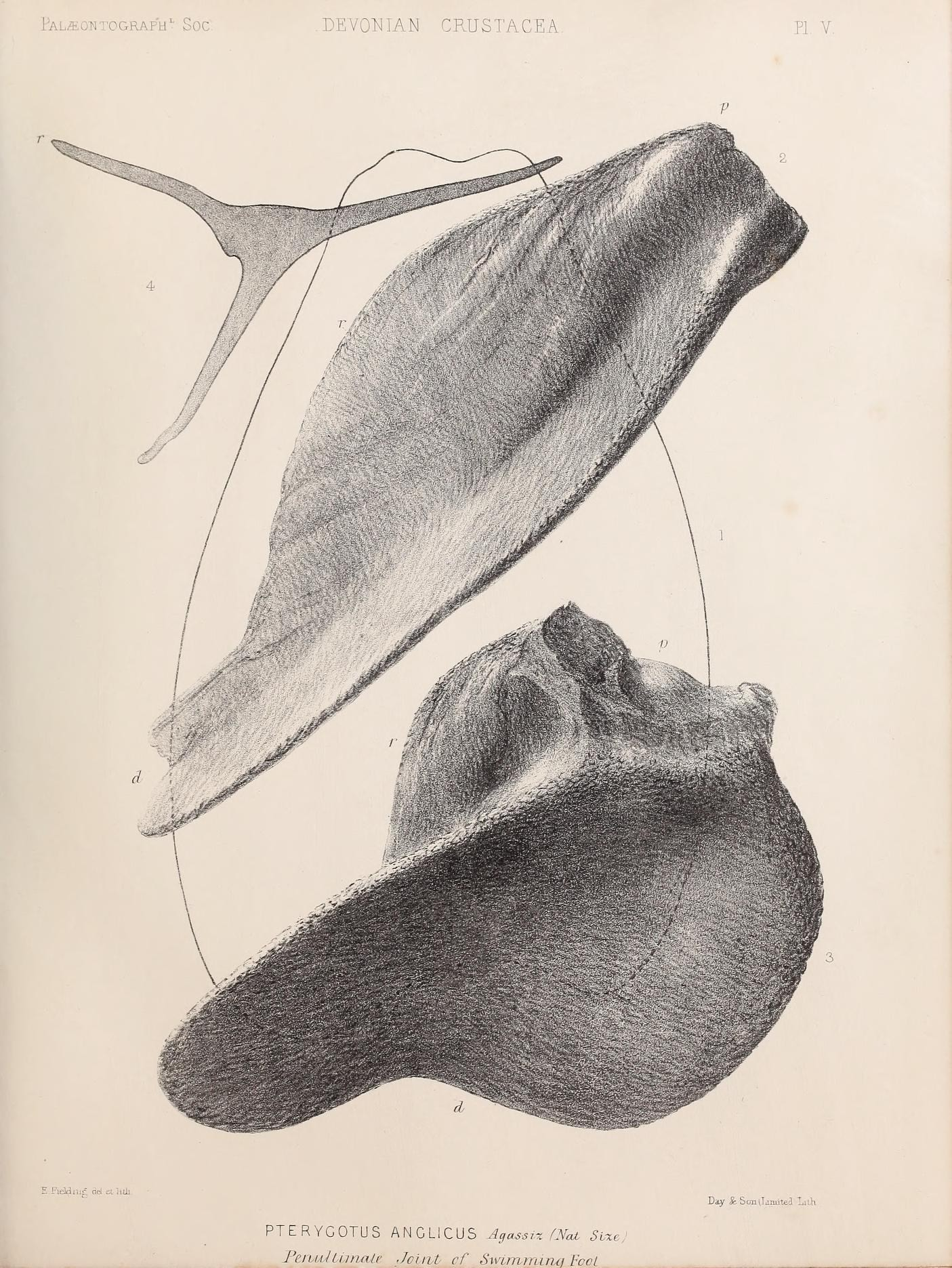
尾節（断面）

12節の背板と1枚の尾節（telson）が見られる後体は縦長く、第5脚の間に差し込んだ腹面の下層板（metastoma）は先端が内側に凹んだ楕円形である。同科の別属と同じく、下層板と第5脚の直後にある生殖口蓋（genital operculum）は節が癒合し、中央の生殖肢（genital appendage）は分節しない。生殖肢のうち type-A はへら状もしくは棍棒状、type-B は単純なひし状。へら状の尾節は丸く後端に尖り、背側の正中線は隆起する。この正中線は、1本の垂直のへらに発達した場合がある。尾節直前の最終体節（pretelson）も背側の正中線が隆起し、尾節にあわせて多少横に広がる。

最大級と最小級のプテリゴトゥスとヒトのサイズ比較図

本属は大型のウミサソリとして知られるが、体長は種によって大きく異なるとされる。既知最大級の P. grandidentatus では全長が1.75mに及ぶと推測され、これは同科で最大級のウミサソリとされるジェケロプテルスやアクチラムスに匹敵する。既知最小の種は P. kopaninensis で、全長は約50cm前後だったと推測される。

## 生態
ほとんどのダイオウウミサソリ科のウミサソリと同様、プテリゴトゥスも遊泳性の捕食者であったとされる。遊泳脚で海中を泳ぎながら、水平と垂直のへらをもつ尾節を舵のように用いていたと推測される。鋏角は付け根の幅広い可動域によって、捕食と身を守る役割を同時に担っていたと考えられる。
ダイオウウミサソリ科の中で本属はジェケロプテルス（Jaekelopterus）と同じく、優れた視力をもつ活動的な捕食者であったと考えられる。同科のアクチラムス（Acutiramus）とエレトプテルス（Erettopterus）に比べて、この2属の鋏角は頑強で中央の歯が強大化しており、より獲物を把握と粉砕する機能に特化していたとされる。また、本属は鋏角で堆積物を掘り上げて環形動物を捕食したという説もあり、その捕食行動によって残されると思われる生痕化石（Monomorphichnus）も発見される。

## 分布
プテリゴトゥスの分布は少なくとも3つの大陸に及び、化石は種によってヨーロッパ、北アメリカ、南アメリカの堆積層から見つかっている。本属の種である可能性をもつ ?Pterygotus australis はオーストラリアから発見されている。

## 分類

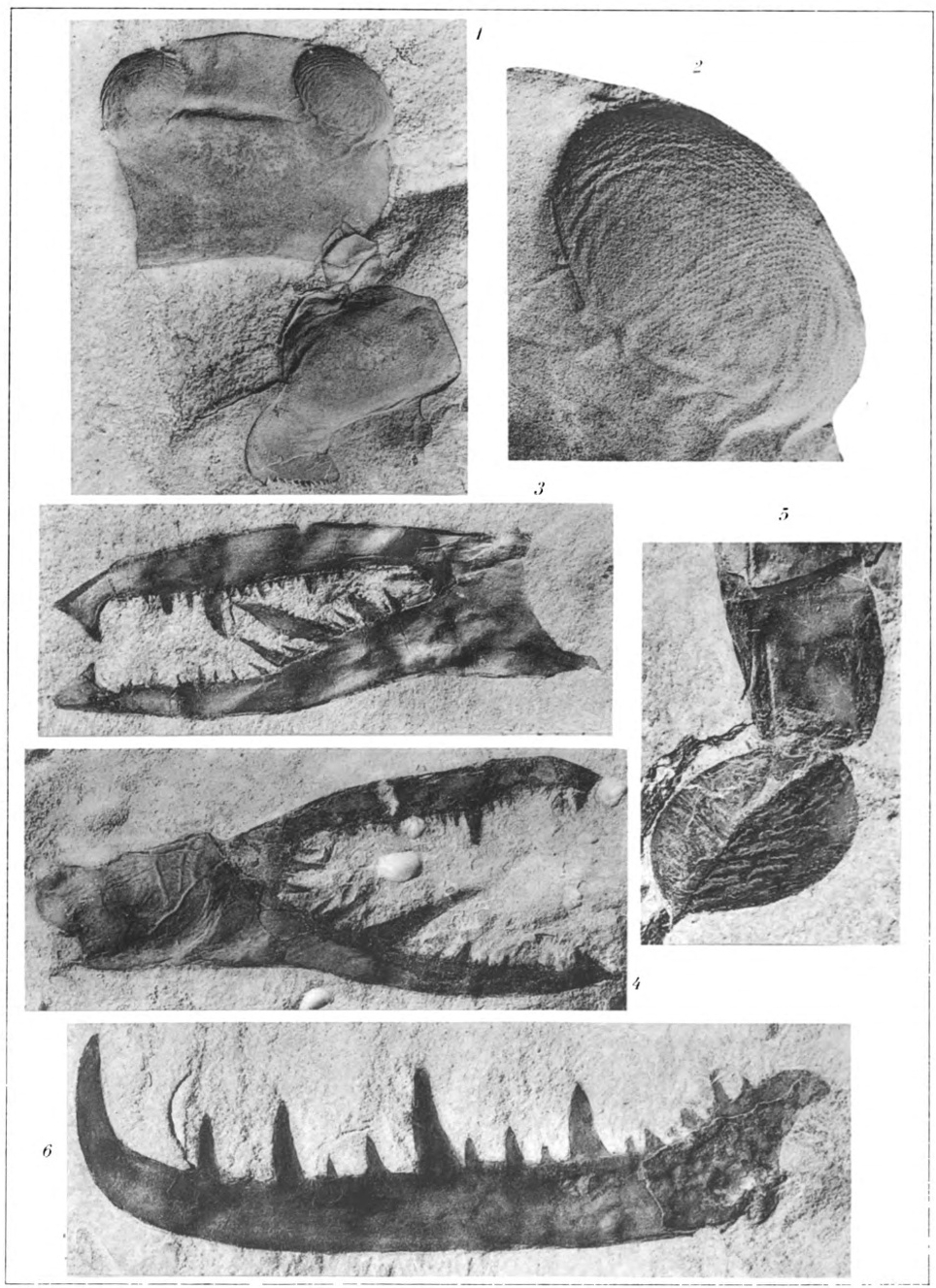
アクチラムス（Acutiramus cummingsi、上から左2、3枚目）の鋏角の鋏とプテリゴトゥス（Pterygotus cobbi、下）の鋏角の可動指

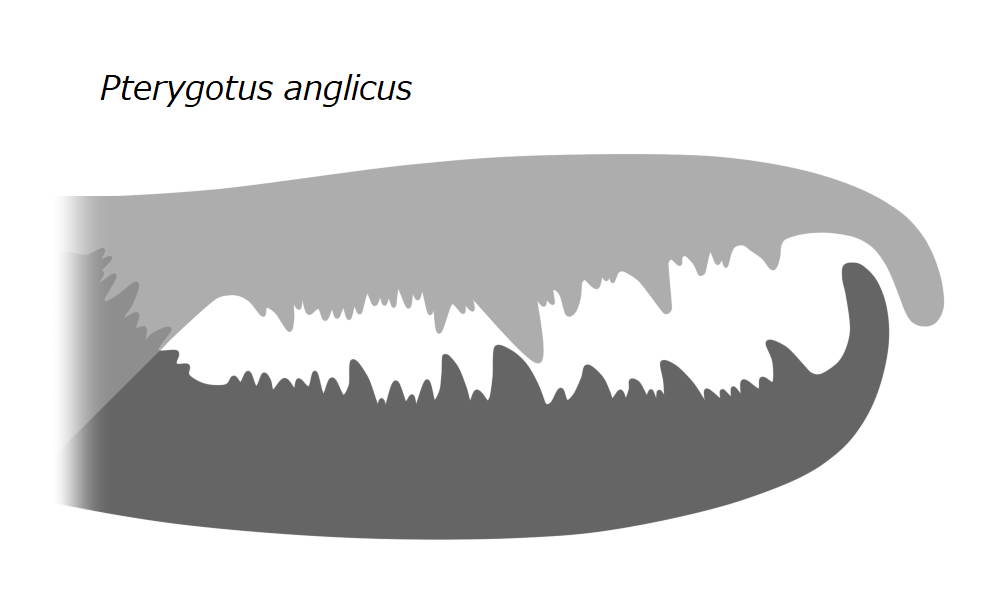
Pterygotus anglicus の鋏角の不動指と可動指

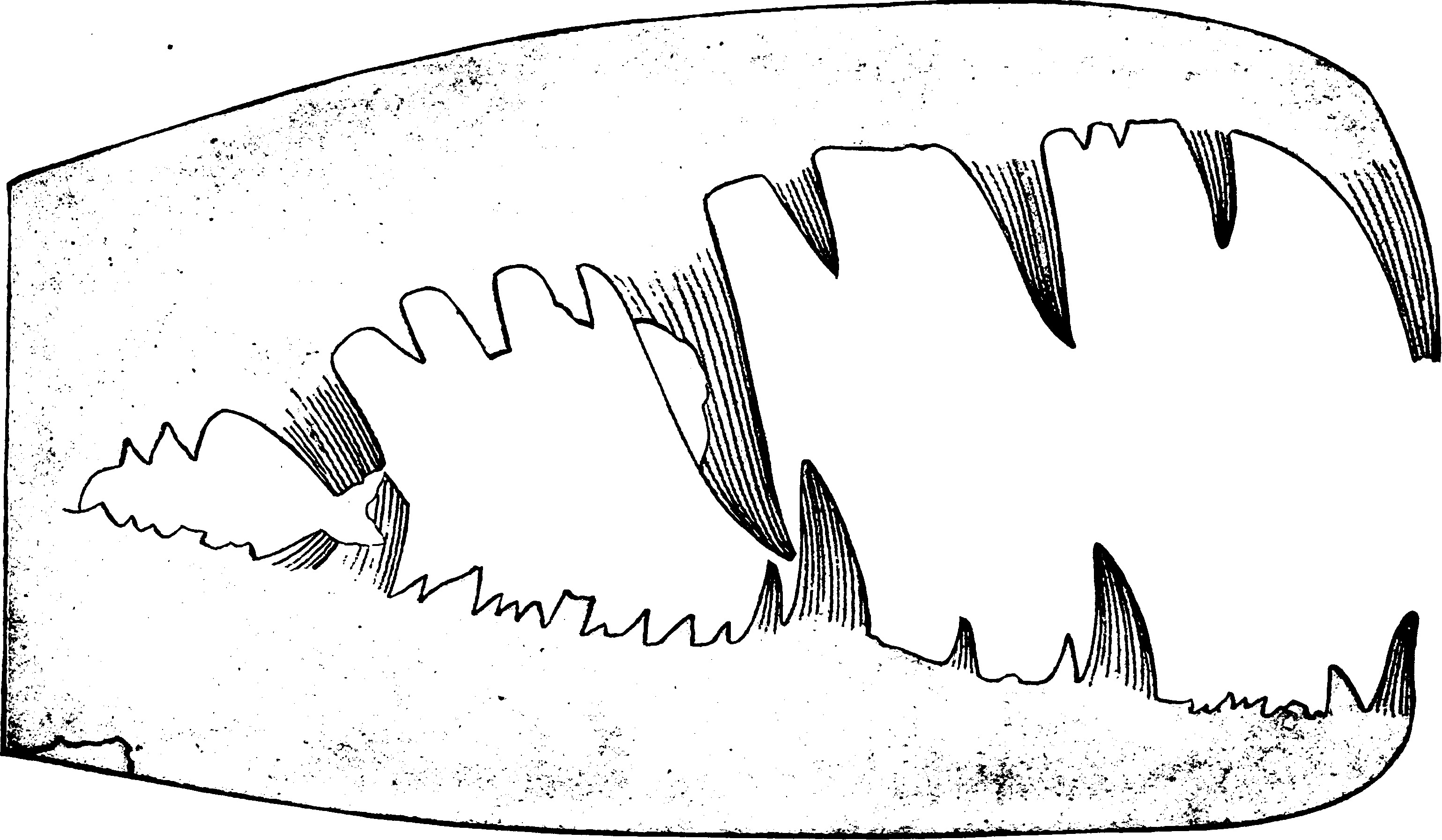
Pterygotus barrandei の鋏角の不動指と可動指

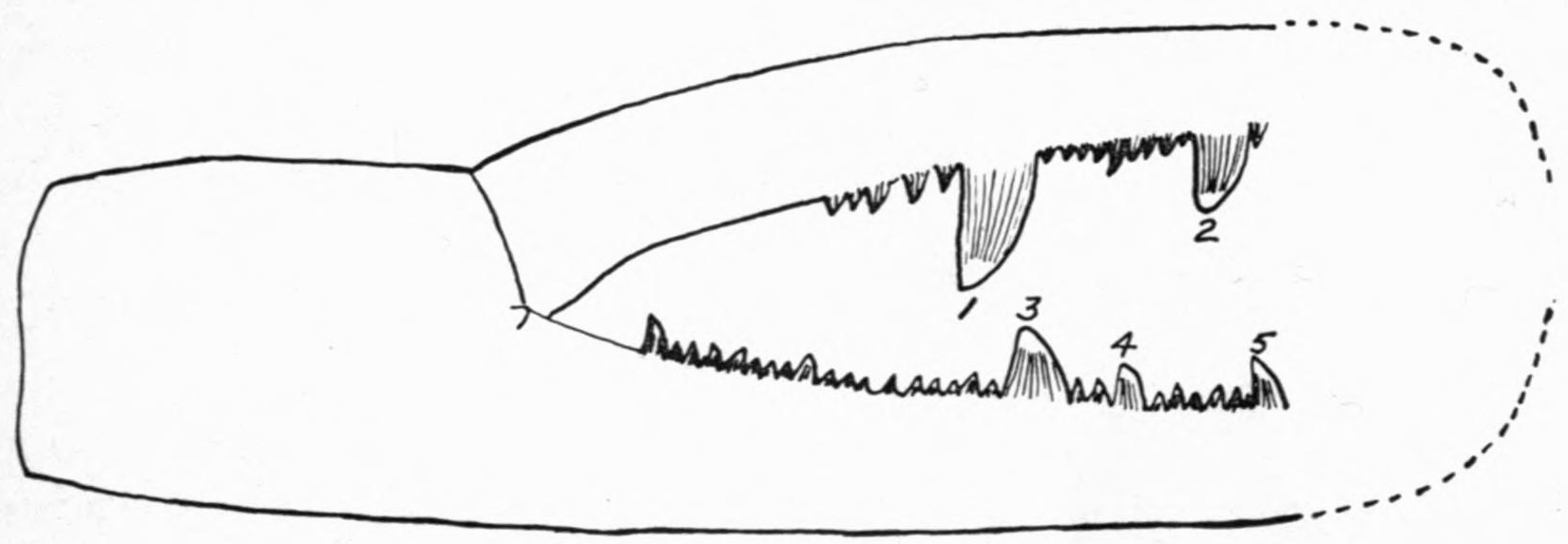
Pterygotus carmani の不完全の鋏角の鋏

プテリゴトゥス（Pterygotus）はダイオウウミサソリ科（Pterygotidae）の中で最初に発見・記載される模式属である。その中でプテリゴトゥスはシウルコプテルス（Ciurcopterus）とエレトプテルス（Erettopterus）より派生的で、ジェケロプテルス（Jaekelopterus）とアクチラムス（Acutiramus）より早期に分岐したとされる。また、ダイオウウミサソリ科の中で、元々本属に分類され、後に別属（アクチラムス、シウルコプテルス、エレトプテルスとジェケロプテルス）として区別された種はいくつかある。20世紀中期まででは本科の全ての種が本属のみに分類され、中でもエレトプテルス属とアクチラムス属は、それぞれ「Pterygotus (Erettopterus)」と「Pterygotus (Acutiramus)」として本属の亜属扱いされる経緯もあった（詳細はダイオウウミサソリ科#研究史を参照）。
プテリゴトゥスは尾節が丸く後端に尖ることと、鋏角は先端が滑らに湾曲して不動指が顕著に特化した歯を欠くことによって同科の別属から区別される（例えばエレトプテルスの尾節は後端が内側に凹み、ジェケロプテルスの尾節は三角形、アクチラムスの鋏角は前に傾いて細長く特化した歯をもつ）。ただしこの分類体系は一部の文献に疑問視され、この基準では、ジェケロプテルスとアクチラムスの種類も本属に含められる恐れがある（詳細はダイオウウミサソリ科#下位分類を参照）。本属の中で、系統解析がなされるほど発見と研究が進んでいるのはタイプ種の P. anglicus のみである。
2020年現在、不確実の種をも含め、次の18種が知られている。最大体長は Lamsdell & Braddy (2009) に基づく。
- Pterygotus anglicus Agassiz, 1849（デボン紀）- 160cm
  - 本属のタイプ種。鋏角の可動指・不動指とも先端は湾曲して垂直から斜めほど傾いて、鋏を閉じる状態で可動指の先端は不動指の先端によって囲まれる。可動指の歯は後ろ向きに傾いて、不動指の歯は垂直もしくは少し後ろ向きに傾いている。歯の表面は筋が走り、不動指の最大の歯は、可動指の最大の歯の前縁にかみ合わせるように傾いた場合がある[9][10]。
  - = Pterygotus atlanticus Clarke & Ruedemann, 1912
  - = Pterygotus minor Woodward, 1864
- Pterygotus arcuatus Salter, 1859（シルル紀）- 60cm
- ?Pterygotus australis McCoy, 1899（シルル紀）- 体長不明
- Pterygotus barrandei Semper, 1898（シルル紀）- 126cm（鋏角の断片による類推）
  - = Pterygotus beraunensis Semper, 1898
- Pterygotus bolivianus Kjellesvig-Waering, 1964（デボン紀）- 55cm
- Pterygotus carmani Kjellesvig-Waering, 1961（デボン紀）- 体長不明
- Pterygotus cobbi Hall, 1859（シルル紀）- 140cm
- Pterygotus denticulatus Kjellesvig-Waering, 1961（シルル紀）- 120cm
- Pterygotus floridanus Kjellesvig-Waering, 1950（デボン紀）- 90cm
- Pterygotus gaspesiensis Russell, 1953（デボン紀）- 体長不明
- ?Pterygotus grandidentatus Kjellesvig-Waering, 1961（シルル紀）- 175cm（鋏角の断片による類推）
- ?Pterygotus impacatus Kjellesvig-Waering, 1964（シルル紀）- 165cm（鋏角の断片による類推）
- Pterygotus kopaninensis Barrande, 1872（シルル紀）- 50cm（鋏角の断片による類推）
- Pterygotus lanarkensis Kjellesvig-Waering, 1964（シルル紀）
- Pterygotus lightbodyi Kjellesvig-Waering, 1961（シルル紀）- 75cm
- Pterygotus ludensis Salter, 1859（シルル紀）- 体長不明
- Pterygotus marylandicus Kjellesvig-Waering, 1964（シルル紀）
- Pterygotus monroensis Sarle, 1902（シルル紀）

### 別属に再分類された種
古くは本属に分類され、2020現在では別属の種、およびそのシノニムとなった無効の学名は次の通り。
- アクチラムス亜属 Pterygotus (Acutiramus) Ruedemann 1935 → アクチラムス属 Acutiramus Ruedemann 1935
  - Størmer (1974) による昇格[25]。
  - Pterygotus bohemicus Barrande, 1872 → アクチラムス属：Acutiramus bohemicus (Barrande, 1872)（シルル紀）
    - Størmer (1974) による再分類[25]。
    - = Pterygotus comes Barrande, 1872
    - = Pterygotus mediocris Barrande, 1872
    - = Pterygotus blahai Semper, 1898
    - = Pterygotus fissus Seemann, 1906

  - Pterygotus cummingsi Grote & Pitt, 1875 → アクチラムス属：Acutiramus cummingsi (Grote & Pitt, 1875)（シルル紀）
    - Størmer (1974) による再分類[25]。
    - = Pterygotus acuticaudatus Pohlman, 1882
    - = Pterygotus buffaloensis Pohlman, 1881
    - = Pterygotus quadraticaudatus Pohlman, 1882

  - Pterygotus macrophthalmus Hall, 1859 → アクチラムス属：Acutiramus macrophthalmus (Hall, 1859)（シルル紀）
    - Størmer (1974) による再分類[25]。
    - = Pterygotus osborni Hall, 1859
    - = Pterygotus cobbi var. juvenis Clarke & Ruedemann, 1912
- エレトプテルス亜属 Pterygotus (Erettopterus) Salter 1859 → エレトプテルス属 Erettopterus Salter 1859
  - Kjellesvig-Waering (1961) による昇格[21]。
  - Pterygotus bilobus Salter, 1856 → エレトプテルス属：Erettopterus bilobus (Salter, 1856)（シルル紀）
    - Kjellesvig-Waering (1961) による再分類[21]。
    - = Eurypterus perornatus Salter, 1856
    - = Pterygotus bilobus var. acidens Woodward, 1878
    - = Pterygotus bilobus var. crassus Woodward, 1878
    - = Pterygotus bilobus var. inornatus Woodward, 1878
    - = Pterygotus bilobus var. perornatus Woodward, 1878
    - = Pterygotus perornatus var. plicatissimus Salter in Huxley & Salter, 1859

  - Pterygotus canadensis Dawson, 1879 → エレトプテルス属：Erettopterus canadensis (Dawson, 1879)（シルル紀）
  - Pterygotus holmi Størmer, 1934b → エレトプテルス属：Erettopterus holmi (Størmer, 1934b)（シルル紀）
- Pterygotus howelli Salter, 1856 → ジェケロプテルス属：Jaekelopterus howelli (Salter, 1856)（デボン紀）
  - Tetlie (2007) による再分類[26]。
  - = Pterygotus mcgrewi Kjellesvig-Waering & Richardson In Kjellesvig-Waering (1986)
- Pterygotus rhenaniae Jaekel, 1914 → ジェケロプテルス属：Jaekelopterus rhenaniae (Jaekel, 1914)（デボン紀）
  - Waterston (1964) による再分類[22]。
- Pterygotus? sarlei Ciurca & Tetlie, 2007[23] → シウルコプテルス属：Ciurcopterus sarlei (Ciurca & Tetlie, 2007)（シルル紀）
  - Tetlie & Briggs (2009) による再分類[11]。
- Pterygotus ventricosus Kjellesvig-Waering, 1948a[27] → シウルコプテルス属：Ciurcopterus ventricosus (Kjellesvig-Waering, 1948a)（シルル紀）
  - Tetlie & Briggs (2009) による再分類[11]。